# 颜回
顏回（前521年—前481年），曹姓，颜氏，字子淵，又稱顏子、顏淵。唐代為避李淵名諱，曾改其字為子泉。春秋魯國人。孔子七十二門徒之首。孔門十哲中德行科之一。被視作孔子最得意的弟子，位居孔門第一位。顏回年紀比孔子少三十歲，也有说法是比孔子小四十歲。家境貧窮，但能安貧樂道；為人聰敏、好學、不貳過、聞一知十；品行優越，孔子稱讚其賢德，是孔子心法傳承的直系弟子，但年僅四十歲就去世了，後世尊稱為「復聖」。

## 生平
有一次顏淵、子路侍候孔子，孔子要他們各自說說自己的志向。
子路說：「願車馬、衣輕裘，與朋友共，敝之而無憾。」可見其輕視財物、好交朋友的個性。顏淵曰：「願無伐善，無施勞。」意即不張揚自己的長處優點專長、不把勞苦的事情推給別人，可見其謙虛與仁愛的本性。
子謂顏淵曰：「用之則行，舍之則藏，唯我與爾有是夫！」子路曰：「子行三軍，則誰與？」子曰：「暴虎馮河，死而無悔者，吾不與也。必也臨事而懼，好謀而成者也。」
顏淵喟然歎曰：「仰之彌高，鑽之彌堅，瞻之在前，忽焉在後！夫子循循然善誘人，博我以文，約我以禮。欲罷不能。既竭吾才，如有所立卓爾。雖欲從之，末由也已！」

### 困於匡
孔子受困於匡，顏淵在後跟上。孔子說：「吾以女為死矣。」顏淵說：「子在，回何敢死？」

### 去世
顏回39歲，頭髮盡白，過二年即去世。孔子非常難過，說：「自吾有回，門人益親。」又說：「噫！天喪予！天喪予！」隨從說：「子慟矣。」孔子說：「有慟乎？非夫人之為慟而誰為！」
顏無繇請孔子把車賣掉以用來為顏淵買棺槨。孔子說：「才不才，亦各言其子也。鯉也死，有棺而無槨。吾不徒行以為之槨。以吾從大夫之後，不可徒行也。」弟子們又欲厚葬顏回，子曰：「不可。」最後還是厚葬了顏回。子曰：「回也，視予猶父也，予不得視猶子也。非我也，夫二三子也。」
之後，魯哀公問：「弟子孰為好學？」孔子回答：「有顏回者好學，不遷怒，不貳過。不幸短命死矣，今也則亡，未聞好學者也。」
顏回留有一子顏歆。

## 歷代追封

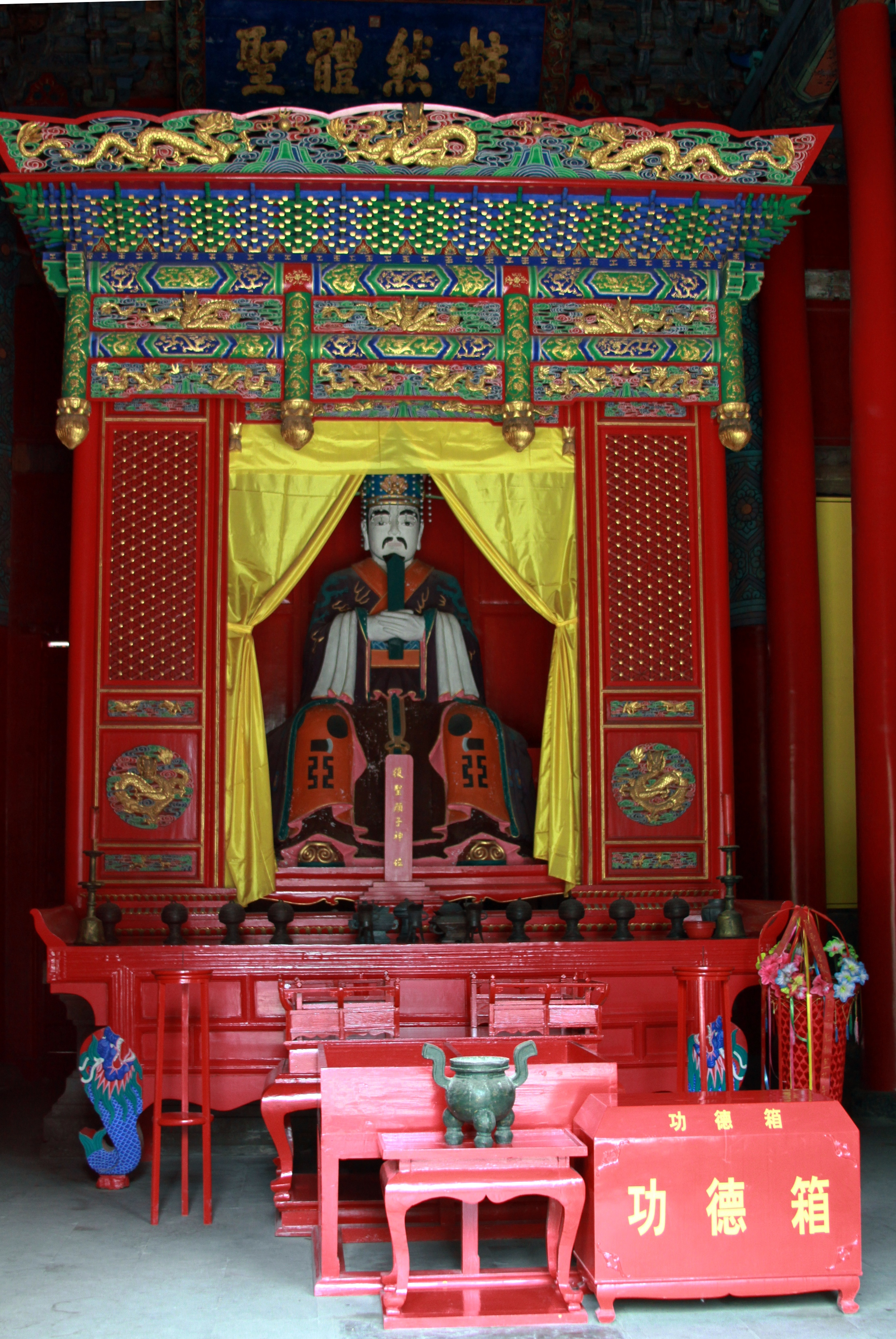
山东曲阜复圣庙中的兌國復聖公顏回像。

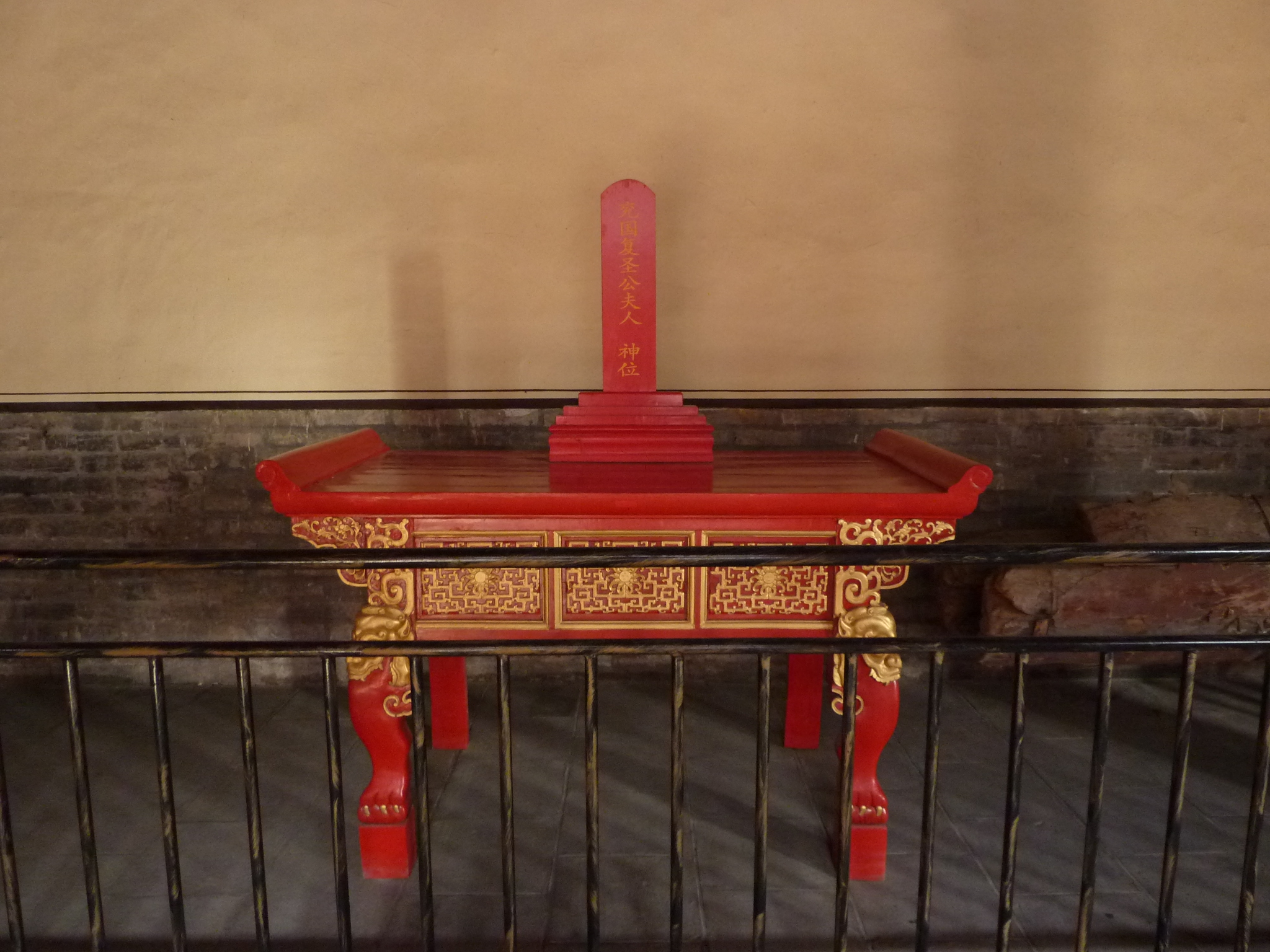
山东曲阜复圣庙中的兌國復聖公夫人神位。

自汉代起，顏淵因為較易查考的關係，被列為七十二贤之首，有時祭孔时独以顏淵配享。此后历代统治者不断追加谥号。
- 唐太宗貞觀二年（628年）詔稱“先师”。
- 唐高宗總章元年（668年）追封太子少保。
- 唐玄宗開元二十七年（739年）封“兖公”。
- 宋真宗大中祥符二年（1009年）加封“兖国公”。
- 元文宗至順元年（1330年）又加封“兖国复圣公”。
- 明世宗嘉靖九年（1530年）改封“复圣”。

### 特殊待遇
除了歷代追封外，顏淵的嫡系後代被封为翰林院五经博士，民國時期為「复圣奉祀官」，享簡任官職位及待遇，約比照司長級，世代世袭。

## 評價

### 孔子
- 孔子：「吾與回言終日，不違如愚。退而省其私，亦足以發。回也不愚。」（論語・為政第九）

- 孔子：「回也，其心三月不違仁；其餘，則日月至焉而已矣。」（論語・雍也第六）

- 孔子：「一簞食，一勺漿。人不勝其憂，己不勝其樂。吾不如回也。」（論語・雍也第六）[3]

- 孔子：「語之而不惰者，其回也與！」（論語・子罕第九）

- 孔子：「回也，非助我者也！於吾言，無所不說。」（論語，先進第十一）

- 孔子評顏回：「惜乎，吾見其進也，未見其止也！」（論語・子罕第九）

- 孔子：「回也其庶乎！屢空。賜不受命，而貨殖焉，億則屢中。」（論語，先進第十一）

### 子貢
子謂子貢曰：「女與回也孰愈？」對曰：「賜也何敢望回？回也聞一以知十，賜也聞一以知二。」子曰：「弗如也！吾與女弗如也。」（論語・公冶長第五）

### 曾子
曾子曰：「以能問於不能，以多問於寡；有若無，實若虛，犯而不校，昔者吾友嘗從事於斯矣。」

### 宋代
顏回受宋代思想家贊譽為超凡入聖的師表，能持之以恒，保持操守，是完美典範，最接近成聖，未能大成只因早夭。

## 影視作品
- 1940年中國電影《孔夫子》：司馬英才 飾
- 1990年中國大陆電視劇《孔子》：焦體怡 飾
- 2010年中國大陆電影《孔子：決戰春秋》：任泉 飾
- 2020年中国大陆电视纪录片《中国》第一季：陆进 饰

## 外部連結
- 井之口哲也：〈漢代的顏囘觀——以《論語》爲中心〉。